# 三友工業
三友工業株式会社（さんゆうこうぎょう、英: Sanyu Industries, Ltd. ）は、愛知県小牧市に本社を置く産業機器メーカー。

## 概要
1954年（昭和29年）1月創業。産機システム事業、エネルギー事業、成形機事業、自動化事業（ファクトリーオートメーション）を4大コア事業としており、中でも成形機事業のゴム射出成形機は国内トップシェアを誇るほか、自動化事業のマイコン式自動魚切身機「スーパーイタサン」は独自の技術とユニークな名前からテレビなどでも取り上げられている。
また、産機システム事業では航空機用消音設備など航空宇宙産業にも携わっている。

## 沿革
- 1954年（昭和29年）1月 - 「株式会社三友工業所」として設立。
- 1984年（昭和59年）1月 - 「三友工業株式会社」に商号を変更。
- 1998年（平成10年）7月 - ISO 9001認証を取得。
- 1999年（平成11年）8月 - CEマーキング認証を取得。
- 2005年（平成17年）1月 - 愛知ブランド企業に認定される。
- 2005年（平成17年）4月 - ISO 14001認証を取得。
- 2007年（平成19年）7月 - JIS Q9100;2004認証を取得。
- 2011年（平成23年）11月 - タイにSANYU TECHNICAL INDUSTRIES CO.,LTD.を設立。

## 主な製品
- 成形機事業 - ゴム射出成形機、真空ゴム射出成形機、急速金型予熱装置
- 自動化事業 - 自動車生産ライン自動化システム、AI画像検査装置、表面検査装置、塗布検査装置
- 産機システム事業 - 防音対策製品、自動魚切身機（スーパーイタサン）、発酵処理装置
- エネルギー事業 - 小型非常用発電機

## 関連会社
- 三友エレクトリック株式会社
- 三友機器株式会社
- 三友電装株式会社
- サンテクノ株式会社
- SANYU U.S.A Inc.
- 昆山三裕机械有限公司（中国）
- SANYU TECHNICAL INDUSTRIES CO.,LTD.（タイ）